# Béghin Say
Pour les articles homonymes, voir Béghin et Say.
Béghin Say est une marque commerciale française de sucres appartenant à la société d'industrie agroalimentaire Tereos France. Cette dernière est spécialisée dans la transformation de produits agricoles sucriers pour la fabrication de sucre inverti, glucose et saccharose.
Elle est créée lors de la fusion le 7 juillet 1972 des sociétés sucrières Béghin et Say.
Elle a été conservée par les administrateurs successifs, aujourd'hui Tereos France, de l'entreprise originelle Béghin Say pour identifier une partie de leur production sucrière.

## Histoire de l'entreprise Béghin Say

Ancien logotype de Béghin-Say.

- En 1972, la société Béghin SA alors en fort développement dans de nombreux secteurs industriels liés à l'activité sucrière fusionne avec l'entreprise Say pour constituer Béghin Say SA[2].
- En 1975, la sucrerie de Connantre est construite.
- En 1986, la distillerie de Morains, créée en 1951, devient une filiale de Béghin Say et le groupe industriel italien Ferruzzi prend le contrôle de l'entreprise.
- En 1989, la société Béghin-Meiji Industries est créée, chargée de commercialiser de nouveaux dérivés de saccharose en Europe destinés à l'alimentation humaine et animale.
- En 1991, la société Béghin Say est immatriculée au registre du commerce.
- En 1992, la fusion-incorporation de Béghin-Say dans la société génoise Eridania SpA, (holding Ferruzzi), filiale du groupe Montedison donne jour au groupe Eridania Béghin-Say.
- En 2000 : la société Béghin Say est radiée du registre du commerce[3].

## Béghin Say par la suite
- En 2001, dans le cadre du rachat de Ferruzzi-Montedison par EDF et Fiat, les activités du groupe sont ré-organisées en quatre pôles disposant d'une certaine autonomie et la marque Béghin Say est confirmée pour identifier celui concentrant l'activité sucrière. Les agriculteurs betteraviers qui vendent leurs productions aux usines Béghin-Say se constituent en coopérative agricole sous le nom d'Union BS (Béghin Say).
- En 2002, les parts de Béghin Say sont rachetées par les coopératives Union SDA et Union BS.
- En 2003, sous l’impulsion de Dominique Ducroquet alors président de la CGB, le pôle Béghin Say est intégré au groupe Tereos, certaines unités de transformation (dans la Marne) ayant été revendues au groupe Cristal Union. La marque Béghin Say partage dès lors avec les marques La Perruche (France), TTD (République tchèque), Guarani (Brésil), Sucrerie de Bourbon (France – Île de la Réunion) l'identification des produits de l'activité sucrière du groupe Tereos.

## Produits

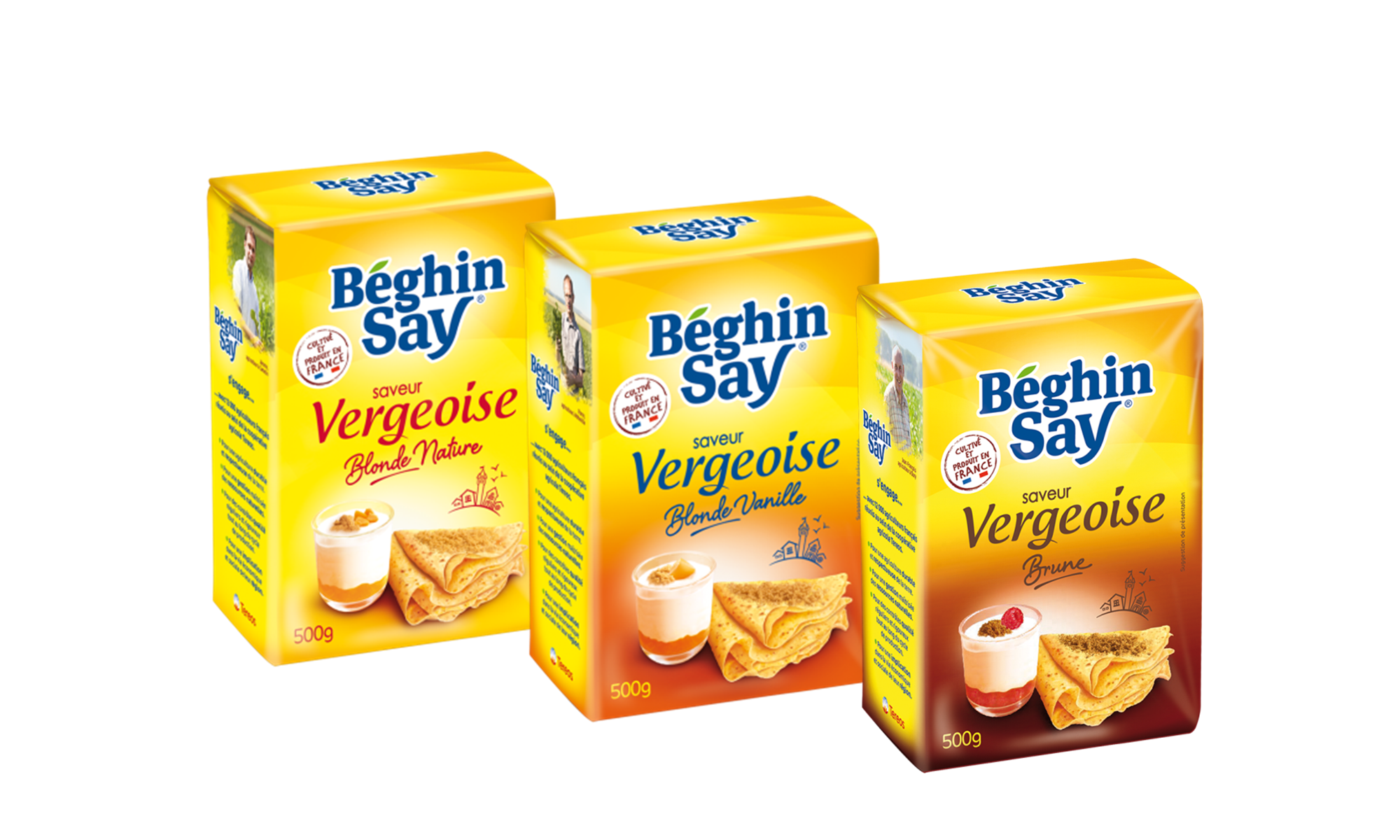
Trois sachets de vergeoise Béghin Say.

La marque Béghin-Say identifie en France plusieurs gammes de produits : sucres traditionnels, pâtissiers, gélifiants, pure canne, sucres fantaisie (colorés, formes) et sucres nutritionnels[Quoi ?].

## Principaux concurrents
- Saint Louis Sucre (groupe Südzucker)
- le groupe Cristal Union
- les sucres Sommier (groupe Lebaudy-Sommier)

#### Histoire
- Square de la Raffinerie-Say
- Famille Say
- Panneau Histoire de Paris

#### Économie
- Montedison